# Steve Schirripa
Steven Ralph "Steve" Schirripa (IPA: /ʃᵻˈriːpə/), född 3 september 1957 i New York, är en amerikansk skådespelare. Schirripa är kanske mest känd för sin roll som Bobby "Bacala" Baccalieri i TV-serien Sopranos, 2000–2007. Han har också bland annat spelat Leo Boykewich i The Secret Life of the American Teenager.

## Filmografi i urval
- 1995 – Casino (ej krediterad)
- 1998 – Fear and Loathing in Las Vegas
- 1999 – Detroit Rock City
- 1999 – Play It to the Bone
- 1999 – Speedway Junky
- 2000 – Familjen Flinta i Viva Rock Vegas
- 2000–2007 – Sopranos (TV-serie) (53 avsnitt)
- 2001 – Joe Dirt
- 2001 – Spot – En hund på rymmen
- 2003 – Stuey
- 2005 – Matte söker husse
- 2005 – Duane Hopwood
- 2008 – Boog & Elliot 2 – Vilda vänner mot husdjuren (röst)
- 2008–2013 – The Secret Life of the American Teenager (TV-serie) (110 avsnitt)
- 2010 – Livet efter detta
- 2010 – Boog & Elliot 3 – Cirkusvänner (röst)
- 2011 – Kill the Irishman
- 2014 – Jersey Boys
- 2014 – Flygplan 2: Räddningstjänsten (röst)
- 2015–2017 – Blue Bloods (TV-serie) (146 avsnitt)